# Ben Harper
Benjamin Chase "Ben" Harper, född 28 oktober 1969 i Claremont, Kalifornien, är en amerikansk musiker.
Ben Harper är influerad av artister som Bob Marley och Bob Dylan och spelar såväl smäktande ballader som up-tempo rock/reggae. Budskapet i musiken har ofta varit politisk, men har även starka inslag av religiös övertygelse. Samarbeten med Eddie Vedder från Pearl Jam och Jack Johnson har varit vanliga under karriären.

## Familj
Ben Harpers far, Leonard Harper, var afroamerikan och cherokeeindian och hans mor, Ellen Chase-Verdries, är judinna.. Hans föräldrar skilde sig när han var fem år och han växte upp med sin mors familj. Harper har två bröder, Joel och Peter Harper.
Mellan 1996 och 2001 var Harper gift med Joanna. De har två barn, sonen Charles James och dottern Harris. 23 december 2005 gifte Harper sig med skådespelerskan Laura Dern. De har två barn tillsammans, sonen Ellery Walker Harper (f. 21 augusti 2001) och dottern Jaya (f. 24 november 2004).

## Priser och nomineringar
| År   | Pris                      | Pris/nominering                                     |
| ---- | ------------------------- | --------------------------------------------------- |
| 2003 | Rolling Stone (Frankrike) | Artist of the Year                                  |
| 2005 | Grammy Award              | Grammy Award for Best Pop Instrumental Performance  |
| 2005 | Grammy Award              | Grammy Award for Best Traditional Soul Gospel Album |

## Diskografi
Studioalbum
- Pleasure and Pain (Ben Harper & Tom Freund) (1992)
- Welcome to the Cruel World (1994)
- Fight for Your Mind (1995)
- The Will to Live (1997)
- Burn to Shine (Ben Harper and the Innocent Criminals) (1999)
- Diamonds On the Inside (2003)
- There Will Be a Light (Ben Harper & The Blind Boys of Alabama) (2004)
- Both Sides of the Gun (2006)
- Lifeline (Ben Harper & the Innocent Criminals) (2007)
- White Lies for Dark Times (Ben Harper & Relentless7) (2009)
- Give Till It's Gone (2011)
- Get Up! (Ben Harper & Charlie Musselwhite) (2013)
- Childhood Home (Ben & Ellen Harper) (2014)
- Call It What It Is (Ben Harper and the Innocent Criminals) (2016)
- No Mercy in This Land (Ben Harper & Charlie Musselwhite) (2018)

Livealbum
- Live from Mars (Ben Harper & the Innocent Criminals) (2001)
- Live at the Apollo (Ben Harper & The Blind Boys of Alabama) (2005)
- Live at Twist & Shout (Ben Harper & the Innocent Criminals) (2007)
- Live from the Montreal International Jazz Festival (2010)
- Live from the Granada Theater: Dallas, Texas September 10, 2013 (Ben Harper & Charlie Musselwhite) (2013)